# Fujiwara no Muchimaro
Fujiwara no Muchimaro (藤原武智麻吕, 680 - 29 de agosto de 737) foi um membro da Corte japonesa (kuge) do início do Período Nara.
Filho mais velho de Fujiwara no Fuhito, Muchimaro foi o fundador do Ramo Nanke (Sul) do clã Fujiwara.
A mãe de Muchimaro foi Soga no Shoshi, filha de Soga no Murajiko. Ele se casou com uma neta de Abe no Miushi com quem teve dois filhos, Fujiwara no Toyonari e Fujiwara no Nakamaro. Entre suas filhas uma foi consorte do Imperador Shōmu .
Muchimaro tornou-se o chefe do Ministério dos Serviços Civis em 718. Fuhito, o pai de Muchimaro, morreu em 720, o Príncipe Nagaya ocupava o mais alto posto no governo estatal. O Príncipe Nagaya era neto do Imperador Temmu, mas não era um Fujiwara, portanto, era visto como uma ameaça por Muchimaro e seus três irmãos. Depois de remover com sucesso Príncipe Nagaya em 729, Muchimaro tornou-se Dainagon.
Em 734, foi promovido a Udaijin ou "Ministro da Direita". Em 737, ele foi promovido a Sadaijin ou "Ministro da Esquerda", mas morreu de varíola no dia seguinte.